# Parc national de Verkhovyna
Le parc national de Verkhovyna  (en ukrainien : Велика Олександрівка (село)) est un  parc national de l'oblast d'Ivano-Frankivsk situé à l'ouest de l'Ukraine. Le parc est créé le 22 janvier 2010 sur les hauteurs de la Tcheremoch.

Son logo,
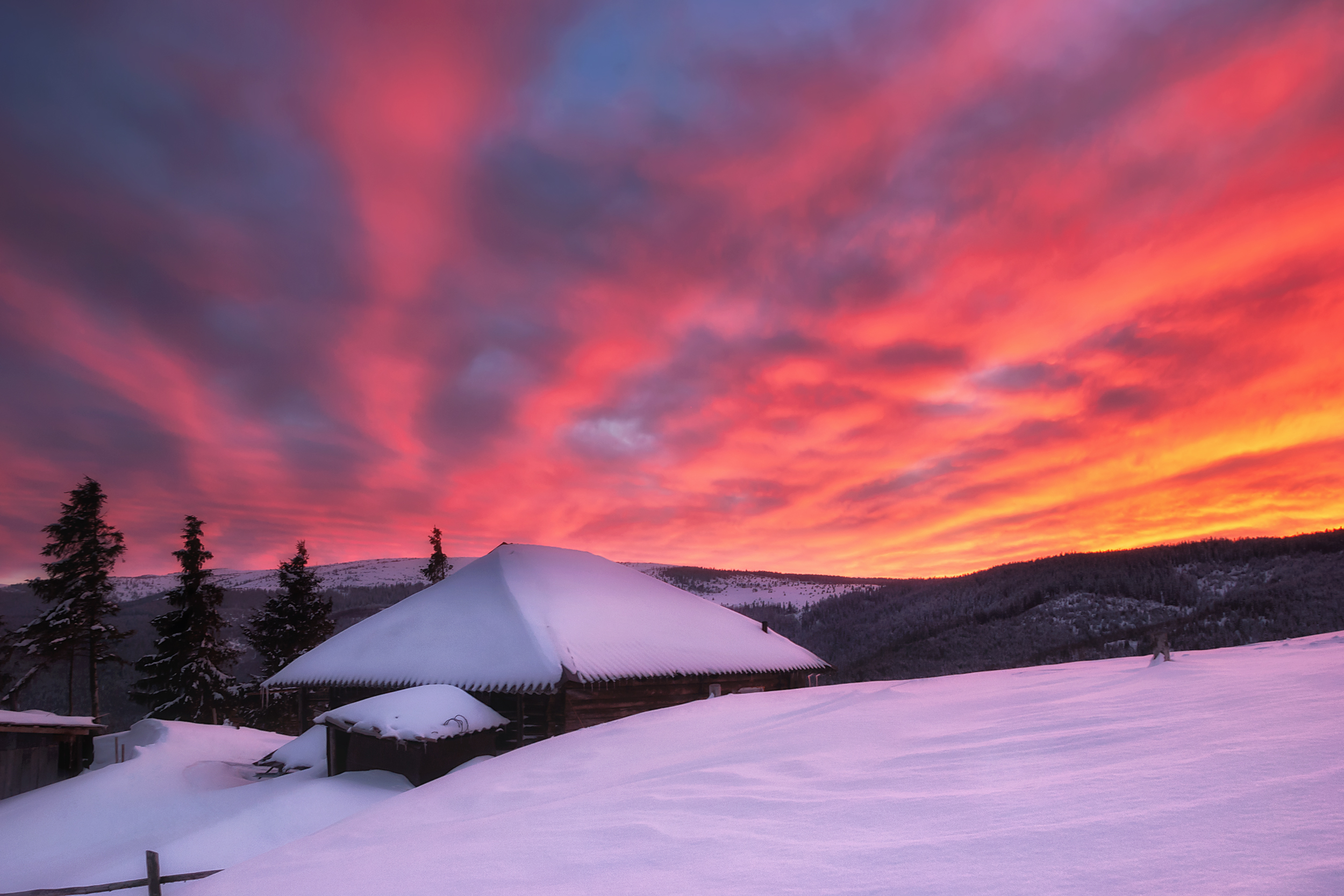
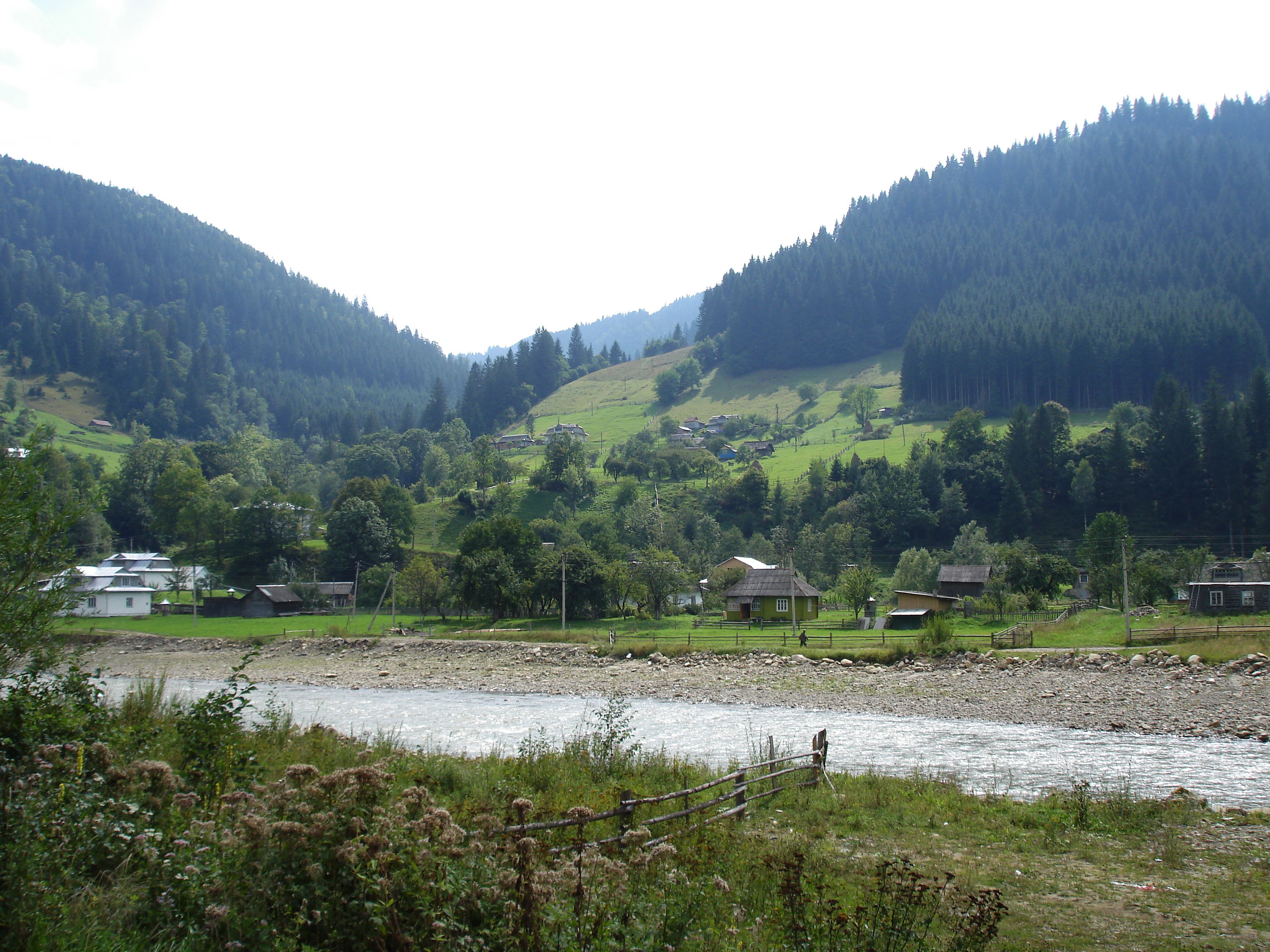